# Мухаметзянова, Легия Файзрахмановна
Легия Файзрахмановна Мухаметзянова (тат. Мөхәммәтҗанова; род. 1935) — советская работница промышленности, Герой Социалистического Труда.

## Биография
Родилась 25 мая 1935 года в Казани в рабочей семье, где было восемь детей, среди которых Легия — старшая.
Окончив в 1954 году среднюю школу, устроилась на работу на Казанский пороховой завод (позже — НПО им. Ленина, ныне — Казанский государственный казенный пороховой завод). Без отрыва от производства окончила вечернее отделение Казанского химико-технологического техникума и получила специальность техника-технолога, после чего была назначена бригадиром сборочного участка. Вся трудовая деятельность Легии Файзрахмановны, а это — 38 лет, была связана с одним предприятием. Работала мастером смены, старшим мастером и заместителем начальника участка. Имея большой опыт работы, занималась наставничеством, руководила школой коммунистического труда.
Кроме производственной, занималась общественной деятельностью, избиралась делегатом XVII съезда ВЦСПС, депутатом Кировского райсовета Казани. Окончив работу в 1992 году, находится на пенсии, у неё двое детей.

## Награды
- 26 апреля 1971 года Л. Ф. Мухаметзяновой было присвоено звание Героя Социалистического Труда с вручением ордена Ленина (за выполнение заданий VIII пятилетки).
- Также была награждена медалями, в числе которых «За доблестный труд. В ознаменование 100-летия со дня рождения В. И. Ленина» и «Ветеран труда».
- Медаль «100 лет образования Татарской Автономной Советской Социалистической Республики» (2020 год) — за существенный вклад в социально-экономическое развитие Республики Татарстан и активную общественную деятельность[4].